# João Gilberto
João Gilberto, rodným jménem João Gilberto Prado Pereira de Oliveira (10. června 1931, Juazeiro – 6. července 2019, Rio de Janeiro) byl brazilský zpěvák a kytarista. Na kytaru začal hrát ve svých čtrnácti letech. Svou kariéru zahájil počátkem padesátých let, během níž vydal mnoho alb pod svým jménem a rovněž několik společných alb se saxofonistou Stanem Getzem. Spolupracoval s mnoha dalšími hudebníky, mezi které patří například Albert Dailey, Walter Wanderley, Herbie Mann nebo Airto Moreira. Jeho manželkou byla zpěvačka Astrud Gilberto. Je držitelem ceny Grammy.